# Hippasa flavicoma
Hippasa flavicoma là một loài nhện trong họ Lycosidae.
Loài này thuộc chi Hippasa. Hippasa flavicoma được Lodovico di Caporiacco miêu tả năm 1935.